# Philautus bobingeri
Philautus bobingeri är en groddjursart som beskrevs av Biju och Franky Bossuyt 2005. Philautus bobingeri ingår i släktet Philautus och familjen trädgrodor. Inga underarter finns listade i Catalogue of Life.